# 간석3동어린이도서관
간석3동어린이도서관은 인천광역시 남동구 간석동 소재의 어린이 도서관이다.

## 연혁
- 2011년 7월 간석3동어린이도서관 준공
- 2011년 12월 간석3동어린이도서관 홈페이지 구축
- 2011년 12월 20일 간석3동어린이도서관 개관
- 2012년 8월 29일 책 읽는 인천, 책 읽는 남동 독서릴레이 운동

## 이용 안내
- 이용시간: 매주 화요일~금요일(09:00~18:00), 토요일~일요일(09:00~17:00)
- 휴관일: 매주 월요일, 법정공휴일, 기타 도서관장이 정하는 임시휴관일